# Glycaspis cellula
Glycaspis cellula är en insektsart som beskrevs av Moore 1970. Glycaspis cellula ingår i släktet Glycaspis och familjen rundbladloppor. Inga underarter finns listade i Catalogue of Life.